# Kijkdoos

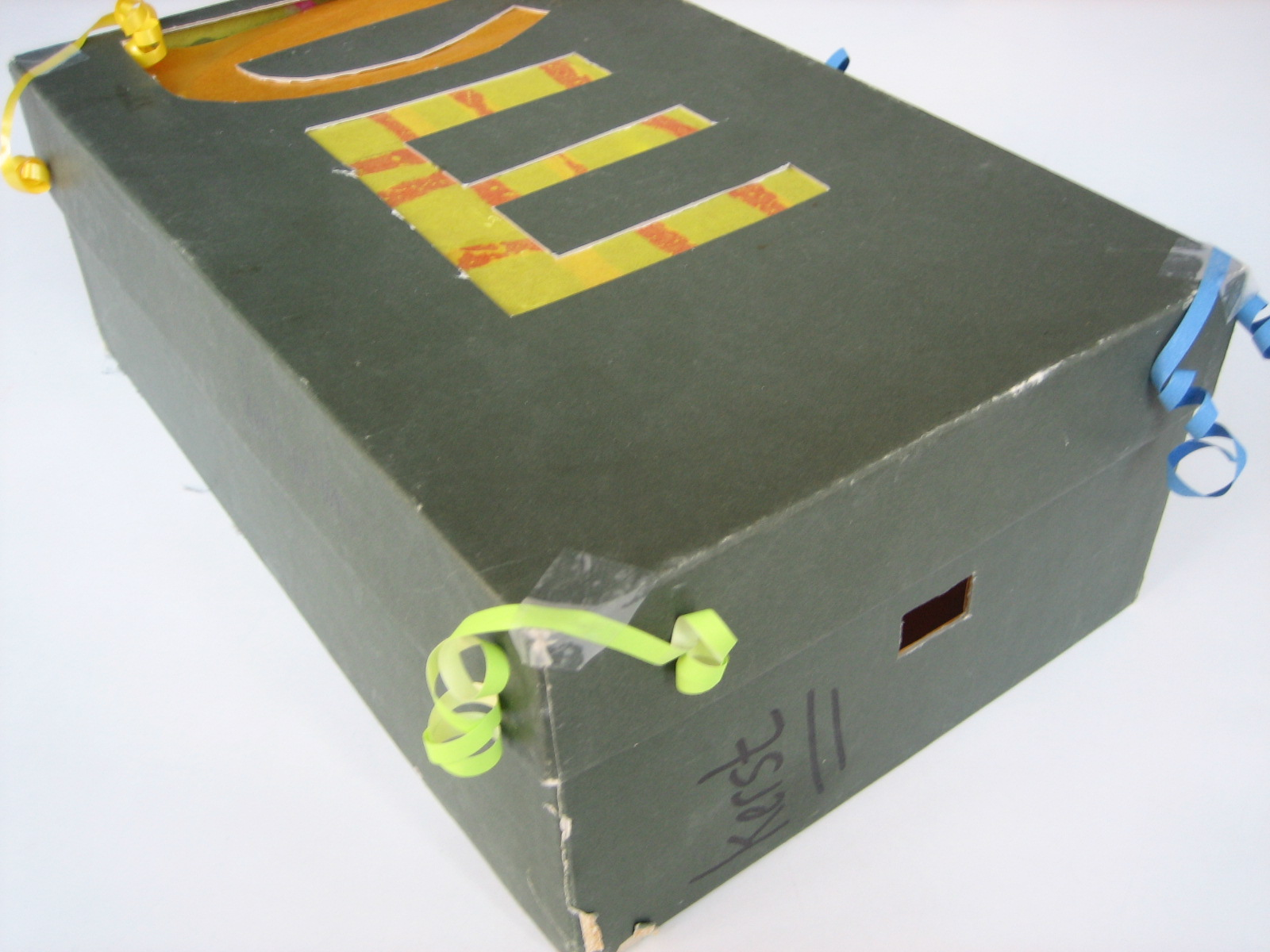
Buitenkant kijkdoos

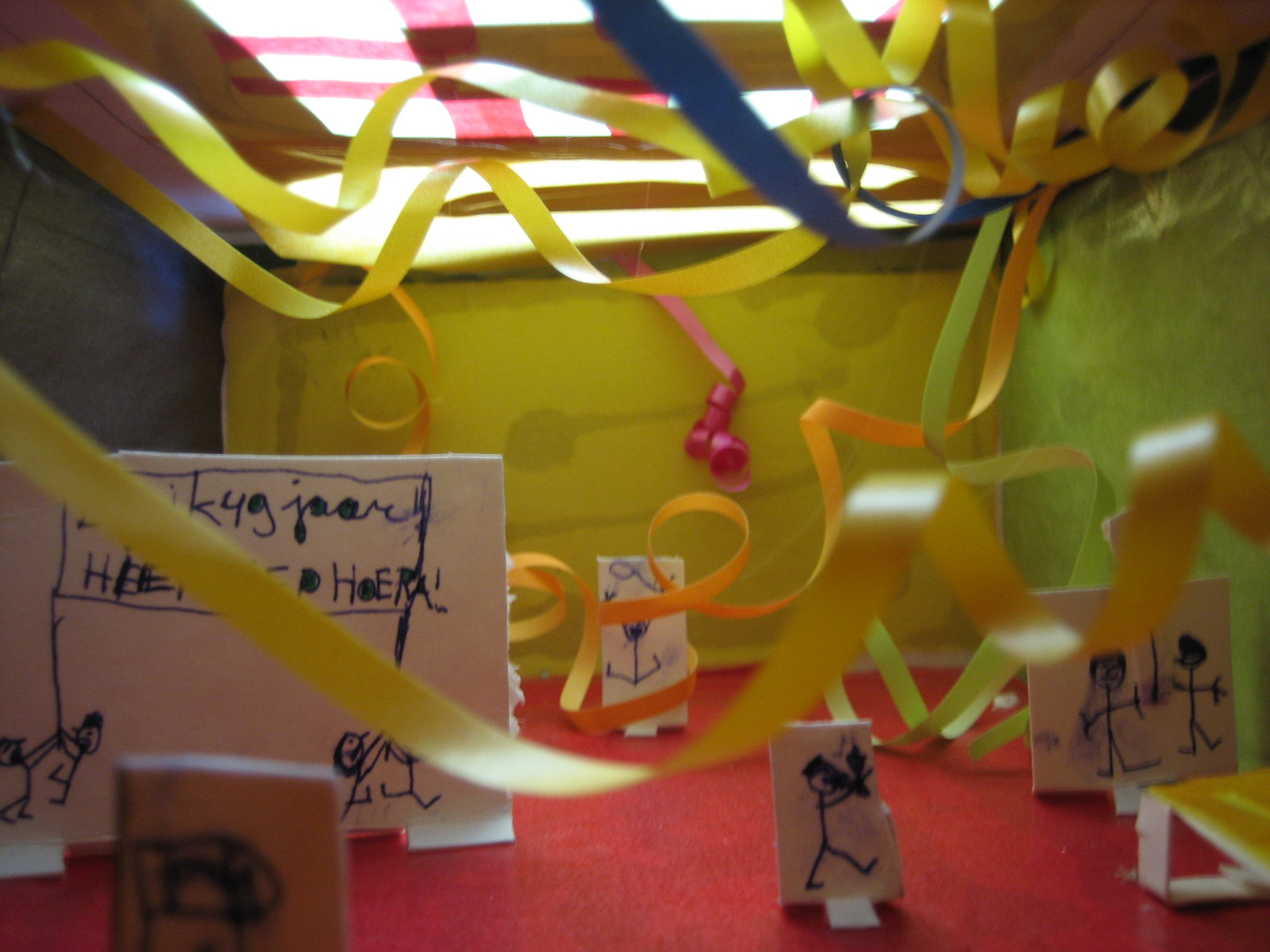
Binnenkant kijkdoos

Een kijkdoos is een doos of schoenendoos als knutselwerk waarin een voorstelling van figuurtjes is gemaakt, op een zodanige manier dat deze te bekijken is door een of twee kijkgaten in de voorkant van de doos.
De doos wordt van boven afgedekt met lichtdoorlatend (gekleurd) papier of dunne stof. De buitenkant van de doos wordt meestal versierd. De lol voor de kijkers ligt in de verrassing van wat er te zien zal zijn. Voor kinderen bestaat de lol ook uit het zelf bedenken en het zelf maken van de voorstelling.

## Afbeeldingen

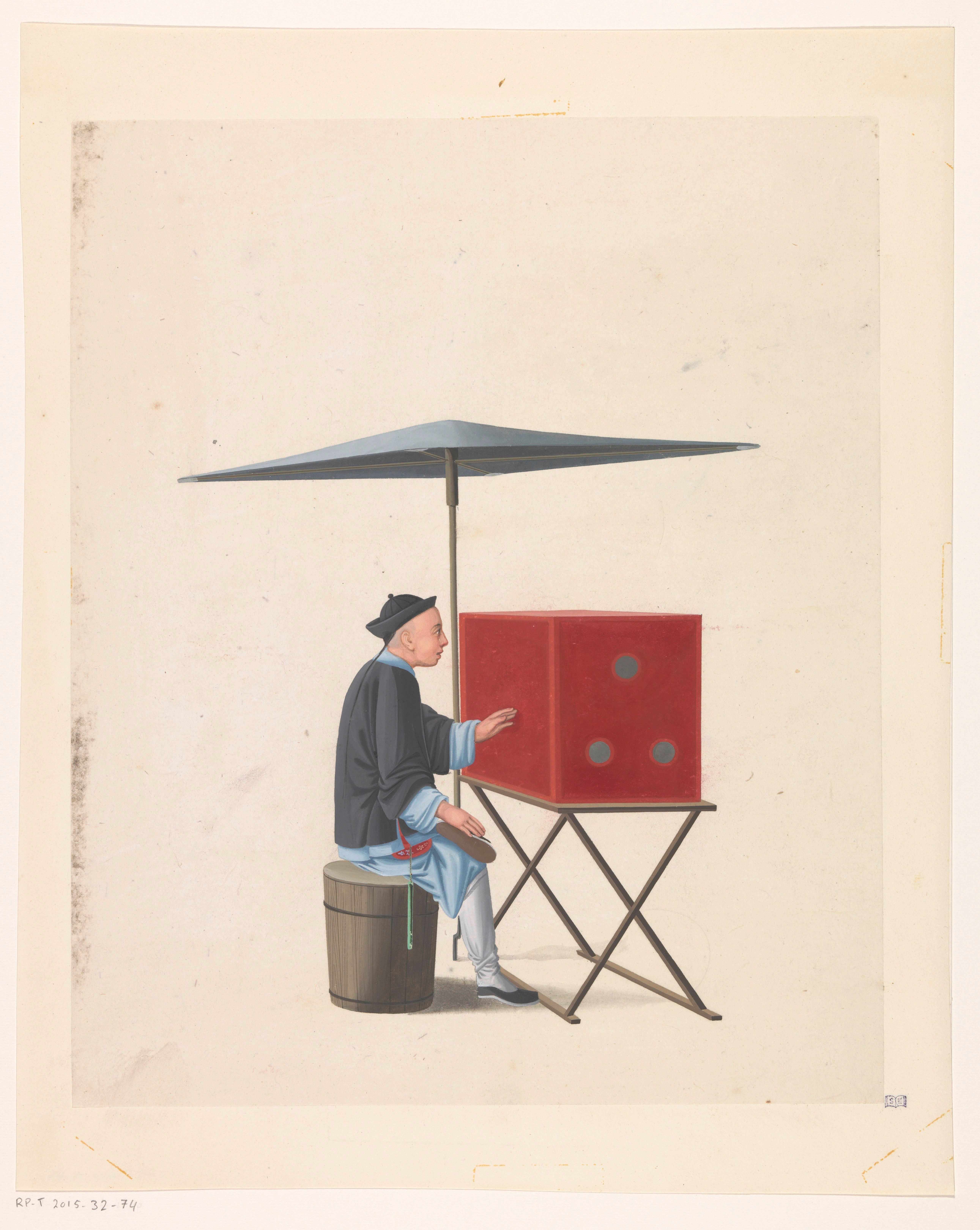
Chinese kijkkast
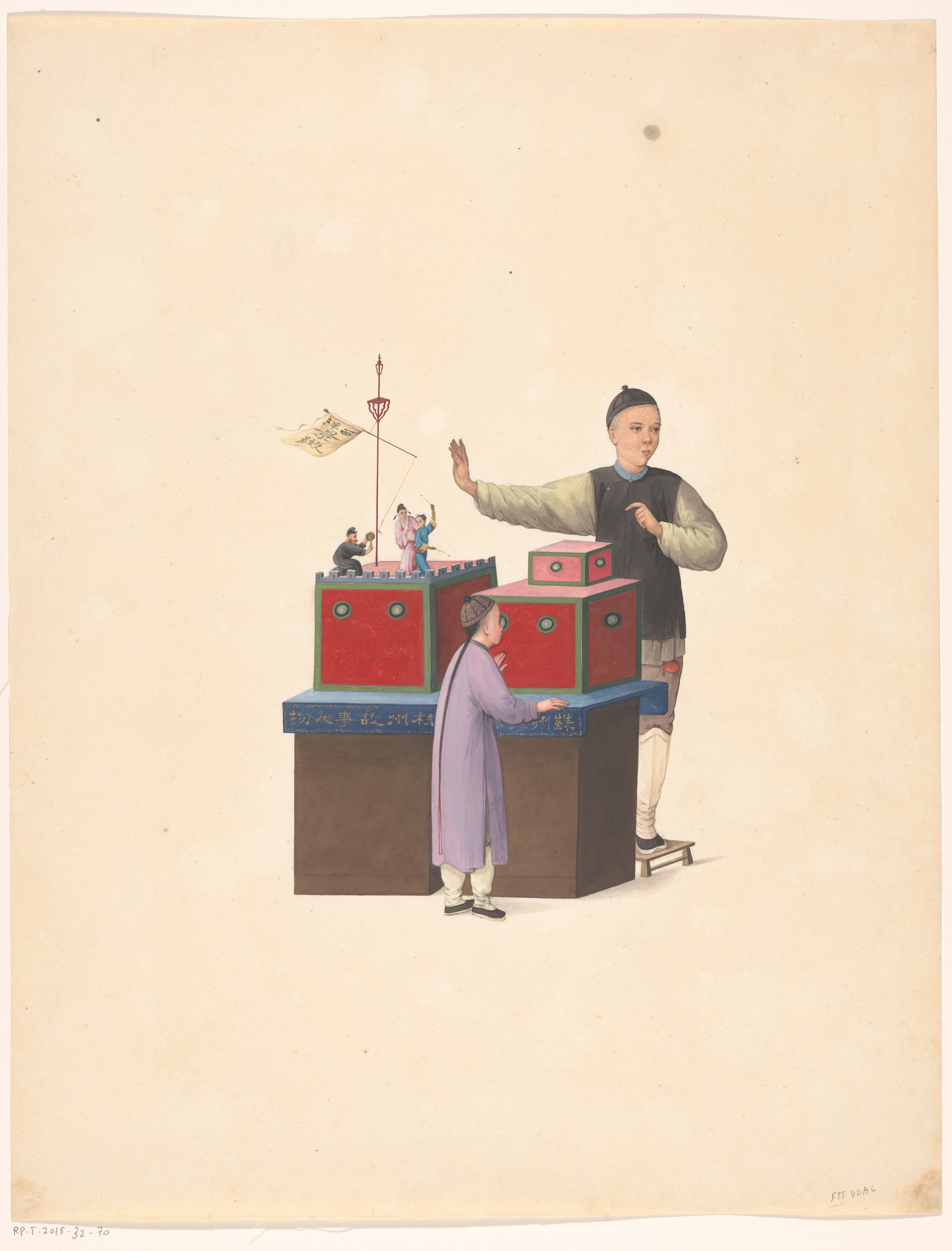
Chinese kijkkast
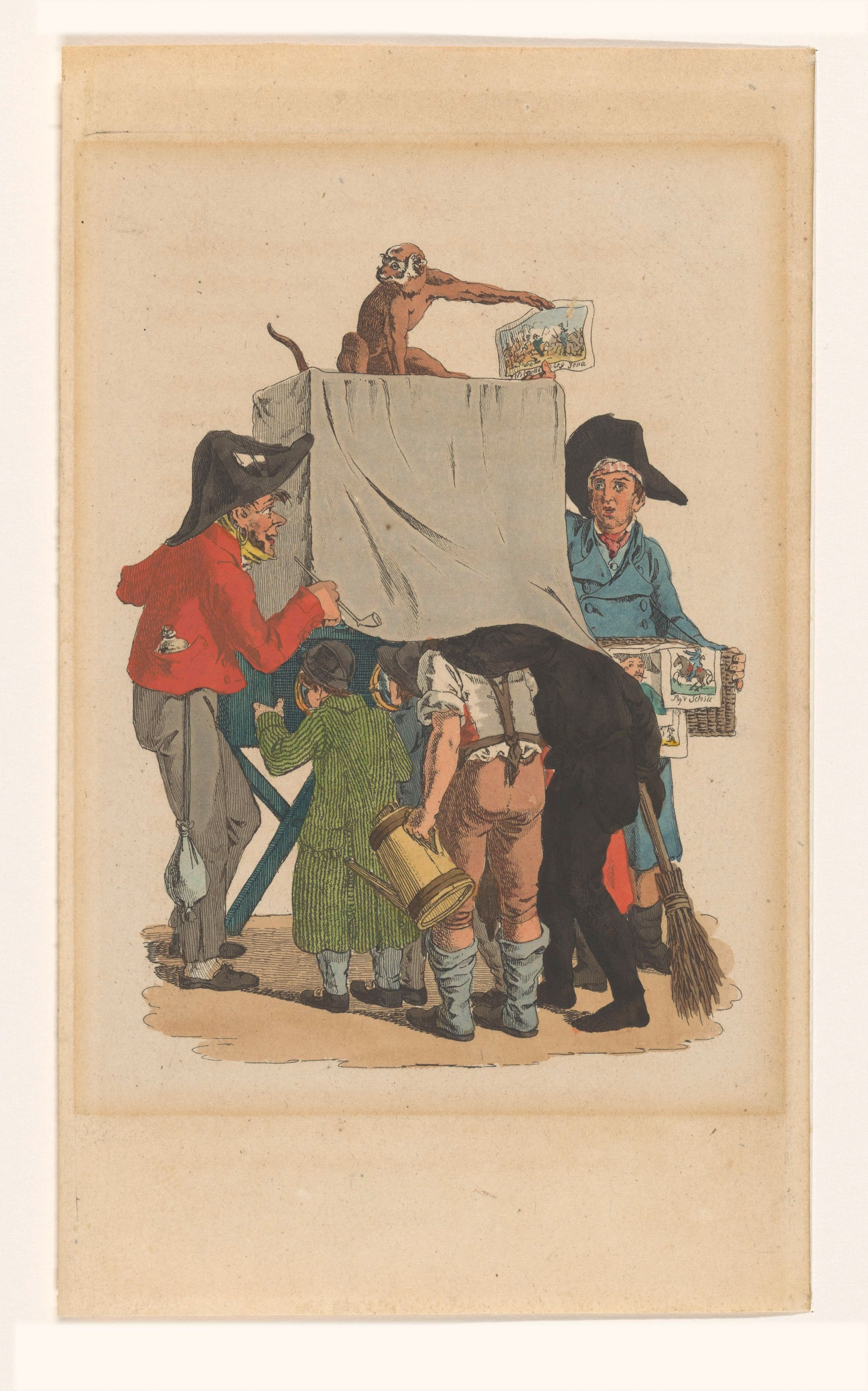
Figuren rond een kijkkast met een aap